# Rogério Pinheiro
Rogério Pinheiro dos Santos (Angra dos Reis, 21 de abril de 1972), mais conhecido por Rogério Pinheiro ou Santos (na Coreia do Sul), é um ex-futebolista brasileiro que atuava como zagueiro.

## Carreira
Começou sua carreira profissional em 1991, no Botafogo, quando foi promovido ao elenco principal depois de 2 anos na base. Fez parte do elenco vice-campeão brasileiro no ano seguinte (não atuou em nenhuma partida) e campeão da Copa Conmebol de 1993 (sendo inclusive expulso na final contra o Peñarol), deixando o Glorioso em 1994 após disputar apenas 28 jogos e fazer 2 gols.
Em 1995, Rogério Pinheiro foi contratado pelo São Paulo, onde não teve uma boa passagem, tendo disputado apenas 12 partidas - em uma delas, contra o Corinthians, foi expulso pelo árbitro Oscar Roberto Godói, em decisão criticada pelo também zagueiro Júnior Baiano, que o acusou de ter apitado bêbado.
Após a primeira passagem no Tricolor, foi para o Fluminense, jogando também poucas vezes na equipe carioca.
Ainda em 1996, Rogério assinou com o Atlético Mineiro, e teve uma discreta passagem, no entanto melhor que as duas anteriores (26 partidas e 2 gols).
Em 1997, Rogério Pinheiro voltou ao São Paulo, desta vez para ser um dos líderes da defesa tricolor. A segunda passagem do zagueiro pelo São Paulo foi a melhor dele no futebol brasileiro (53 partidas e 4 gols), que no entanto, ficou marcada pela expulsão na final da Copa do Brasil de 2000 contra o Cruzeiro, quando derrubou Geovanni depois de cometer um erro ao receber um passe do meia Axel. Em 2001, Rogério chegou a ser afastado por Nelsinho Baptista juntamente com Gustavo Nery e Carlos Miguel, acusados pelo técnico de estarem "jogando contra o ambiente" do time, sendo ainda considerado uma "laranja podre" no elenco. Pouco depois saiu de vez do time, mas não deixou a cidade: foi contratado pela Portuguesa, mas jogou pouco (6 partidas no total).
Chateado com as oportunidades negadas na Lusa, Pinheiro voltou novamente ao Rio de Janeiro em 2002, desta vez para vestir a camisa do Vasco da Gama, onde teve um desempenho modesto: em 21 jogos e marcou 1 gol, embora tivesse comandado a defesa vascaína algumas vezes. Porém, seguidas lesões o impediram de manter uma sequência de jogos com a camisa cruz-maltina e acabou mais tempo no departamento médico do que em campo. Fez sua estréia no dia 7 de setembro de 2002, Vasco 1x0 Coritiba, partida válida pelo Campeonato Brasileiro e marcou seu único gol com camisa cruzmaltina no dia 26 de janeiro de 2003, empate de 1x1 contra o Botafogo, partida válida pelo Campeonato Carioca, onde fez parte do titulo estadual e da Taça Guanabara. Em meados de 2003, o zagueiro rescindiu seu contrato com o clube de São Januário e foi para a Coreia do Sul.

### Passagem pelo futebol sul-coreano
Depois de 12 anos jogando no Brasil, Rogério foi contratado pelo Pohang Steelers, até então um time de pouca expressão na Coreia do Sul. Foi pelos Steelers onde o zagueiro alcançou o auge: foi o "xerife" da defesa rubro-negra durante dois anos, e também voltou a deixar sua marca: em 74 partidas, foram 5 bolas nas redes adversárias.
Em 2005, saiu do Pohang e assinou com o recém-fundado Gyeongnam, onde também teve sucesso: foram 66 jogos disputados, e três gols. Foi também eleito 3 vezes o melhor zagueiro da K-League.

### Curta passagem pelo Figueirense e aposentadoria
Depois do fim de seu contrato com o Gyeongnam, voltou ao Brasil como agente livre. Em janeiro de 2009, aos 36 anos de idade, foi anunciado como novo reforço do Figueirense, porém foi reprovado nos exames e a diretoria anunciou que o zagueiro demoraria muito para ser recuperar e ficar à disposição do técnico Pintado, deixando-o fora dos planos do Figueira para a temporada. Com isso, Rogério Pinheiro decidiu encerrar sua carreira.

## Títulos e campanhas de destaque
Botafogo
- Copa Conmebol: 1993

São Paulo
- Campeonato Paulista: 2000
- Torneio Rio-São Paulo: 2001
- Copa dos Campeões Mundiais: 1995

Vasco da Gama
- Campeonato Carioca: 2003
- Taça Guanabara: 2003

Gyeongnam
- Copa da Coreia do Sul: vice-campeão (2008)